# Coudière
Une coudière est un équipement de protection qui se porte sur le coude, afin de le préserver des blessures que pourrait induire une chute, un coup ou tout autre impact. La partie protectrice, rembourrée, est placée sur la partie avant de l'articulation, et des lanières faisant le tour du coude permettent de la maintenir en place.
Elles sont particulièrement utilisées dans le sport, en particulier dans le cyclisme, le roller, le skateboard, le volley-ball, le hockey, etc.
Elles sont aussi utilisés dans le domaine militaire où elles permettent d'amortir le contact avec le sol lorsque le soldat prend appui sur ses coudes ; elles sont parfois intégrées directement à l'uniforme.